# Bernard Katz
Bernard Katz (ur. 26 marca 1911 w Lipsku, zm. 20 kwietnia 2003 w Londynie) – elektrofizjolog angielski, laureat Nagrody Nobla z medycyny 1970 roku.

## Życiorys
Pochodził z rodziny żydowskich imigrantów pochodzenia rosyjskiego, wychowywał się i kształcił w Niemczech. W 1934 roku ukończył studia medyczne na Uniwersytecie w Lipsku, rok później wraz z rodziną opuścił Niemcy w obliczu narastającego zagrożenia hitlerowskiego. W Londynie w Kolegium Uniwersyteckim współpracował z Archibaldem Vivianem Hillem. W późniejszych latach pracował także z innymi noblistami – po obronie doktoratu w 1938 roku wyjechał do Sydney, gdzie poznał Johna Ecclesa, a po powrocie do Wielkiej Brytanii (po wojnie) w Kolegium Uniwersyteckim w Londynie pracował z Alanem Hodgkinem i Andrew Huxleyem. W czasie wojny służył w RAF jako oficer radiolokacyjny.
W 1941 roku został poddanym (obywatelem) brytyjskim. Od 1952 roku był profesorem University College London, kierował departamentem biofizyki. Został wybrany do Royal Society, a także do Narodowej Akademii Nauk w Waszyngtonie. Od 1978 roku nosił tytuł professor emeritus. W 1970 roku nadano mu tytuł szlachecki Sir. Laureat Medalu Copleya.

## Publikacje
Prowadził badania nad rolą acetylocholiny w przekaźnictwie nerwowym. Wykazał, że wydziela się ona w synapsie pod wpływem dochodzącego impulsu; odkrył rolę wapnia jako wyzwalacza acetylocholiny. Za badania nad neuroprzekaźnikami został laureatem Nagrody Nobla w 1970 roku w dziedzinie fizjologii lub medycyny, wraz z Ulfem von Eulerem i Juliusem Axelrodem. Prace trójki uczonych umożliwiły zrozumienie wielu podstawowych zagadnień związanych z przekazywaniem informacji w układzie nerwowym, a także opracowanie nowych metod leczenia w neurologii i psychiatrii.
- Electric Excitation of Nerve (1939)
- Nerve, Muscle and Synapse (1966)
- The Release of Neural Transmitter Substances (1969)

### Publikacje popularnonaukowe
- Bernard Katz. Impuls nerwowy. „Świat Nauki”, listopad 1952. Prószyński Media. ISSN 0867-6380.brak numeru strony[2].